# Europe du Nord
 (août 2023).
Si vous disposez d'ouvrages ou d'articles de référence ou si vous connaissez des sites web de qualité traitant du thème abordé ici, merci de compléter l'article en donnant les références utiles à sa vérifiabilité et en les liant à la section « Notes et références ».
L'Europe du Nord (ou Europe septentrionale) est la région s'étendant au nord du continent européen. Elle désigne un espace aux contours flous et variables mais regroupant généralement les pays nordiques de langues scandinaves (Norvège, Danemark, Suède et Islande), les pays de langues fenniques (Finlande, souvent Estonie) voire de langues baltes (Lettonie, Lituanie) et, plus rarement, les Îles Britanniques (Royaume-Uni et Irlande). 
D'un point de vue géographique, l'Europe du Nord peut se définir comme l'ensemble des régions s'ouvrant d'une part sur la mer du Nord et la mer Baltique (de la même manière que l'Europe du Sud peut se définir par rapport à la mer Méditerranée) tout en n'étant d'autre part qu'indirectement, voire faiblement, connectées au cœur de l'Europe — à l'inverse donc des territoires s'étendant sur les rives méridionales de ces mers (Belgique, Pays-Bas, Allemagne, Pologne notamment).
Au-delà de considérations strictement géographiques, l'Europe du Nord désigne un ensemble partageant une trajectoire historique commune, laquelle a façonné un héritage culturel et politique singulier.

## Définitions géographiques

### Définition restreinte

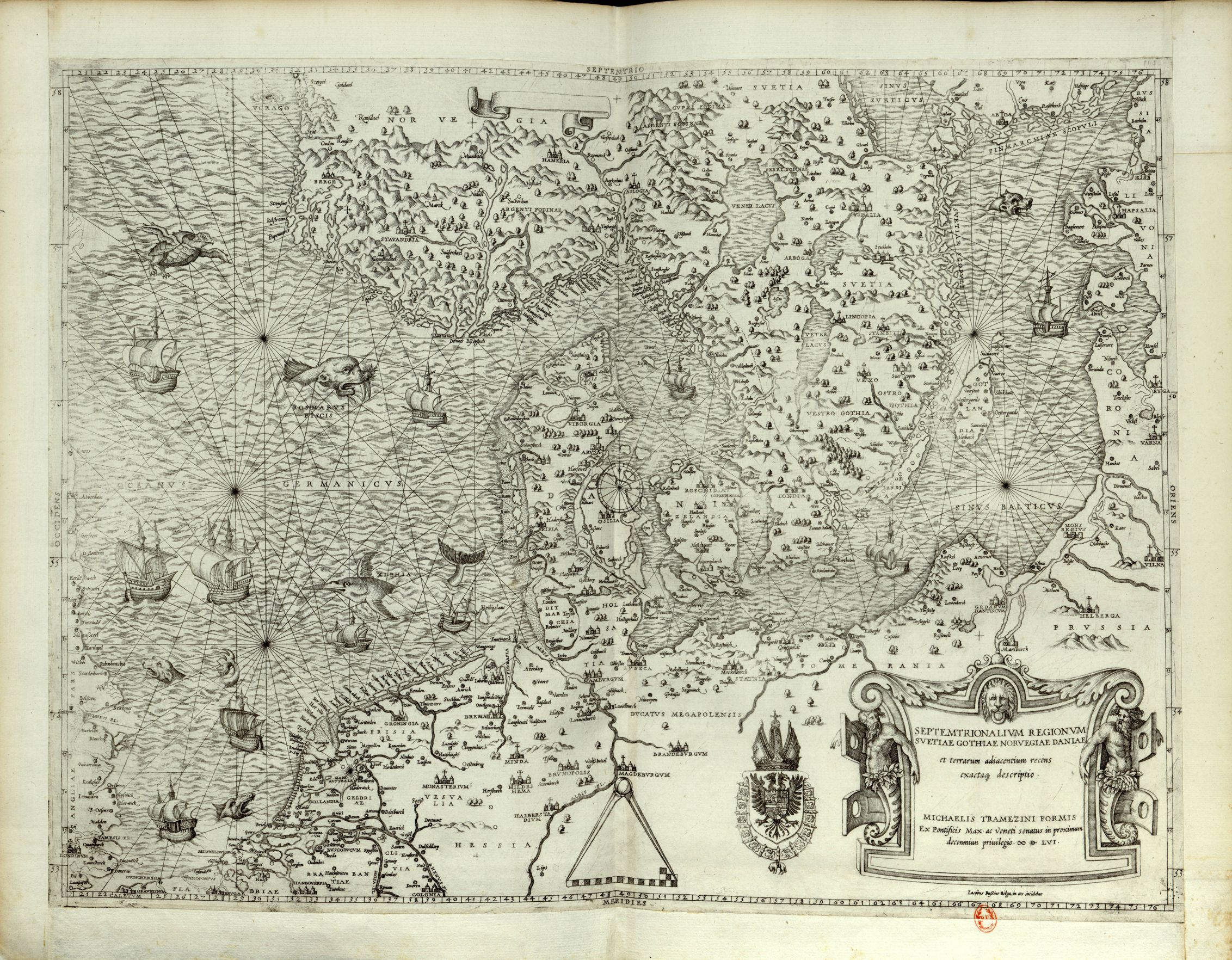
Cornelis Anthonisz, Septemtrionalium regionum Suetiae Gothiae Norvegiae Daniae et terrarum adjacentium recens exactaque descriptio, 1556.

La définition de l'Europe du Nord est variable selon les perceptions et, selon la vision la plus restrictive, englobe :
- Norvège
- Suède
- Danemark
- Islande
- Finlande

### Définition extensive
Selon la définition statistique de l'Organisation des Nations unies, l'Europe du Nord regroupe :
- les pays nordiques scandinaves :
  -  Norvège
  -  Suède
  -  Danemark
  -  Islande
- les pays nordiques fenniques :
  -  Finlande
  -  Estonie
- les pays baltes :
  -  Lettonie
  -  Lituanie
- les îles britanniques :
  -  Royaume-Uni
  -  Irlande

#### Régions européennes
- Géographie de l'Europe
- Europe du Sud-Est
- Europe du Sud
- Europe de l'Est
- Europe de l'Ouest
- Europe du Nord-Ouest
- Europe centrale

#### Autres
- Politique en Europe
- Région de la mer du Nord
- Dominium maris baltici
- Conseil nordique